# Sophie Veldhuizen
 (janvier 2019).
Si vous disposez d'ouvrages ou d'articles de référence ou si vous connaissez des sites web de qualité traitant du thème abordé ici, merci de compléter l'article en donnant les références utiles à sa vérifiabilité et en les liant à la section « Notes et références ».
Sophie Veldhuizen, née le 6 mars 1983 à Baarn,, est une actrice et chanteuse néerlandaise.

## Filmographie

### Cinéma et téléfilms
- 2012 : Kruiswoord : La femme dans la salle d'attente
- 2014 : StartUp (nl) : Eva Nuys
- 2015 : Bluf : Eva
- 2015 : In Cube : Michelle
- 2016 : Heer & Meester (nl) : Alva Lennaire

## Discographie

### Comédies musicales
- 2005 : Efteling Sprookjesshow : La choriste
- 2006-2007 : My Fair Lady : Eliza Doolittle
- 2008-2009 : Un violon sur le toit : Hodel
- 2010-2011 : Mary Poppins : Mary Poppins
- 2012 : Soldaat van Oranje : Charlotte
- 2012-2014 : Hij Gelooft in Mij (nl) : Rachel Hazes
- 2015 : Onder de groene hemel (nl) : Barbara Groenendaal
- 2016 : De Tweeling : Elisabeth
- 2016-2017 : Ciske de Rat : Suus Bruijs